# Agrupació Borrianenca de Cultura
L'Agrupació Borrianenca de Cultura és una entitat cultural i cívica, nascuda a Borriana (Plana Baixa) el 1954.
Va ser fundada el setembre de 1954 per un grup de patricis borrianencs valencianistes i interessats per la cultura. Durant els seus primers anys, l'Agrupació Borrianenca de Cultura va destacar per l'edició de la revista Buris-ana (1956), una de les més veteranes de la premsa comarcal valenciana. L'entitat va basar les seues activitats en la difusió de la cultura local i va insuflar aires de modernitat en la capital de la Plana Baixa amb iniciatives com el Saló Fotogràfic Internacional de la Taronja.
A partir de 1975, en època de Transició democràtica, una nova generació es va fer càrrec de l'entitat, capitanejada per activistes com Vicent Franch o Vicent Abad, que van acabar presidint-la successivament. D'acord amb els temps, l'ABC es va convertir en un instrument d'agitació política en conjunció amb les forces democràtiques semiclandestines. D'aquesta època prové un ambiciós programa de regeneració cultural que va assentar les bases de tota la política duta a terme en aquesta matèria per les successives corporacions municipals des del 1979.
A partir dels anys 90, una altra generació va prendre el relleu i l'entitat va concentrar els seus esforços en un ambiciós pla de publicacions. Des de llavors es publica el seu Anuari i també les monografies de la Col·lecció Vària, que han proporcionat a l'associació freqüents elogis en el món científic i bibliogràfic. Mentrestant, s'ha continuat editant el Buris-ana; el 2005 van digitalitzar el fons d'aquesta revista.
Des del 2007 va donar suport a les emissions de TV3 al País Valencià. El 2011 va mostrar el seu suport a l'ensenyament en valencià i participà en la Fira del Llibre de Castelló de la Plana. L'actual president de l'Agrupació Borrianenca de Cultura és l'escriptor Joan Garí i Clofent.